# Connaisseur
Een connaisseur of connoisseur (Frans: "kenner", van het Middelfranse connaître of connoître, "kennen") is iemand die veel kennis heeft op het gebied van de schone kunsten, gastronomie en/of het gebied van esthetische smaak. Tot de kerntaken van een connoisseur behoren het op basis van empirisch onderzoek beoordelen van kunstwerken op hun authenticiteit, kwaliteit en esthetische waarde. De bevindingen van een connoisseur kunnen worden vastgelegd in een zogeheten catalogue raisonné.
Connoisseurs zijn tegenwoordig vooral werkzaam in galerieën en musea. In de 19e eeuw waren connoisseurs zeer actief in de beeldende kunst waar ze een zeer belangrijke rol speelden bij het dateren van schilderijen. Sommigen van hen zoals Bernard Berenson en Giovanni Morelli gingen daarbij hoofdzakelijk intuïtief te werk.